# Клив Молер
За друге употребе, погледајте Молер (вишезначна одредница).
Клив Бери Молер (енгл. Cleve Barry Moler, рођен 17. августа 1939, Солт Лејк Сити, Јута) је амерички математичар и програмер специјализован за нумеричку анализу. Од средине до краја седамдесетих година прошлог века, био је један од аутора LINPACK-а и EISPACK-а, библиотека Фортрана за нумеричко рачунарство. Измислио је MATLAB, пакет а нумеричко рачунарство, како би омогућио својим студентима на Универзитету Нови Мексико лакши приступ библиотекама без писања Фортран кода. Са Џеком Литлом је 1984. године основао MathWorks како би комерцијализовао овај програм.
Добио је бачелорску диплому на Калифорнијском технолошком институту 1961. године, а докторат на Универзитету Станфорд, оба из математике. Радио је за Чарлса Лосона у Јет Пропулшон лабораторијама 1961. 1962. године.
Био је професор математике и рачунарства скоро 20 година на Мичигенском универзитету, Универзитету Станфорд и Универзитету Нови Мексико. Пре него што је добио посао у MathWorks-у 1989. године, радио је и за Интел Хиперкјуб, где је сковао израз "срамотно паралелно", као и за Ардент Компјутер Корпорејшн. Такође је коаутор четири уџбеника о нумеричким методама и члан је Асоцијације за рачунарско машинство. Био је председник Друштва за индустријску и примењену математику од 2007. до 2008. године.